# 第4艦隊偵察飛行隊 (アメリカ海軍)
第4艦隊偵察飛行隊（だい4かんたいていさつひこうたい、英: Fleet Air Reconnaissance Squadron 4、略称：VQ-4）は、アメリカ海軍太平洋艦隊海軍航空軍第1戦略通信航空団隷下の原子力潜水艦通信中継部隊。愛称はシャドウズ（英: Shadows）。1968年7月1日にメリーランド州パタクセント・リバー海軍航空基地でEC-130G/Q飛行隊として編成された。オクラホマ州ティンカー空軍基地に所在し、通信中継・空中指揮機としてE-6Bを運用する。なお、パタクセント・リバー海軍航空基地に分遣隊を配置している。

## 歴代運用機

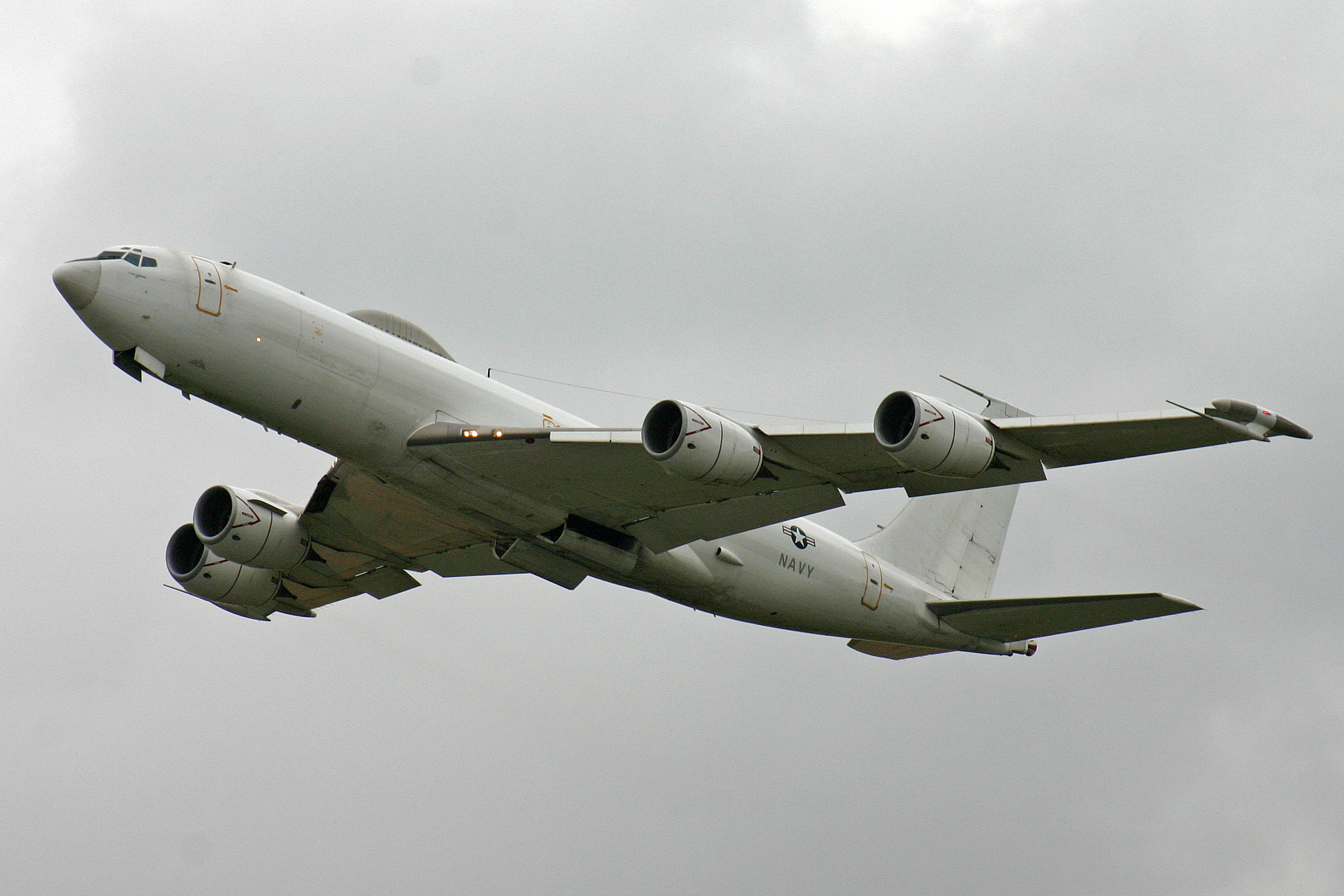
VQ-4で運用するE-6B

- 通信中継機
  - EC-130G/Q（英語版）
- 通信中継・空中指揮機
  - E-6A/B